# Musée hongrois de la technologie et des transports
Le musée hongrois de la technologie et des transports (en hongrois : Magyar Műszaki és Közlekedési Múzeum, [ˈmɒɟɒɾ ˈmyːsɒki eːʃ ˈkøzlɛkɛdeːʃi ˈmuːzɛum] était un musée de Budapest. Le bâtiment du musée a été ouvert aux visiteurs jusqu'au 14 avril 2015.
Situé dans le Városliget, il présente une des collections de matériel de transport les plus anciennes d'Europe.
Ce musée public présente une collection unique de locomotives et de wagons à l'échelle 1:5. De plus, les modèles exposés montrent un grand choix de techniques de transport ferroviaire. Certaines locomotives et leurs wagons anciens sont représentées grandeur nature dans la reconstitution d'une gare de l'époque 1900. Un circuit de trains miniatures fonctionne à l'intention des enfants.
D'autres parties du musée montrent :
- l'histoire de la circulation routière : véhicules hippomobiles et véhicules à moteur, collection de vieilles voitures, motos et bicyclettes
- l'histoire de la navigation, la construction navale hongroise
- l'histoire de l'aviation avec un Junkers F-13, le premier avion dans le monde avec structure de métal. La cabine du premier astronaute hongrois, Bertalan Farkas. Le développement de moteurs et instruments de bord. Techniques des fusées modernes
- l'histoire des transports publics dans Buda et Pest avant l'apparition des trams et des bus. L'Omnibusz et les premiers trams à Budapest.